# آندرس ولینگر
آندرس ولینگر (آلمانی: Andreas Wellinger؛ زاده ۲۸ اوت ۱۹۹۵) یک اسکی‌باز پرش اهل آلمان است.